# Étienne Ier Kotroman
Étienne Ier Kotroman (Bosnien: Stefan Kotromanić) (né en 1242 - mort en 1314) était un ban de Bosnie. Il a régné de 1287 à 1290 conjointement avec son frère Prijezda II puis, seul, de 1290 à 1299/1314. Il était un vassal du royaume de Hongrie. Même s'il n'en est pas le fondateur, la dynastie bosnienne Kotromanić lui doit son nom. Il épousa Élisabeth, la fille du souverain Stefan Dragutin.

## Biographie

### Débuts
Quand le ban Prijezda Ier se retira du pouvoir en 1287, Kotroman dirigea la Bosnie avec Prijezda II. Il partagea avec lui le territoire bosnien en deux parties et devint le maître de la partie orientale de leurs possessions communes. Après la mort de Prijezda II, en 1290, il devint le seul ban de Bosnie. 
En 1284, Kotroman épousa Elizabeth de Serbie, la fille du roi Stefan Dragutinj, de la dynastie des Nemanjić, et de la reine Catherine, fille du roi de Hongrie Étienne V. En Bosnie, Dragutin contrôlait déjà les deux banats d'Usora et de Soli et Kotroman devint rapidement un des alliés de son beau-père. Ce mariage fut vraisemblablement arrangé par Priejda II pour affermir le pouvoir des deux frères sur la région.

### Succession au trône de Hongrie
En 1290, Ladislas IV de Hongrie mourut sans héritier. Son cousin André III, issu par sa mère d'une famille patricienne de la république de Venise, lui succéda sur le trône. Cependant Marie, la sœur du roi défunt, mariée au roi de Naples Charles II d'Anjou, désirait mettre sur le trône de Hongrie son fils Charles Martel. Le pape, qui appuyait son projet, le couronna roi de Hongrie, avec le soutien des grandes familles croates des Šubić de Bribir. Pavao Ier Šubić Bribirski, le chef de la famille, était par ailleurs le beau fils par alliance de Stefan Dragutin. Pour accroître son influence dans les terres de Kotroman, Charles Martel multiplia les édits divisant les terres entre les membres de la petite noblesse pour lui attirer son soutien ; en revanche, il mourut en 1295 sans avoir assis définitivement son pouvoir. La reine consort de Naples Marie de Hongrie, soutint alors le parti de son petit-fils Charles Robert ; en 1297, le pape Boniface VIII désigna ce jeune homme, alors âgé de douze ans, comme roi de Hongrie sous le nom de Charles Ier. Pavao Šubić se déclara alors lui-même Dominus de Bosnie en 1299 et il accorda le titre de ban de Bosnie à son frère Mladen Ier Šubić et tout le territoire autrefois contrôlé par Kotroman, à l'exception de la région de Donji Kraji (près de l'actuelle ville de Banja Luka), fut placé entre les mains du prince Hrvatin Stjepanić, un vassal des Šubić, la dynastie contrôlant ainsi la plus grande partie de la région. Cet état de fait fut approuvé par le roi de Naples Charles Robert de Hongrie. Pavao Šubić voulut inviter Charles Robert à Split puis à Zagreb, ce qui eût été le point culminant de sa campagne contre le roi André III. Mais, tandis que ce voyage se préparait, André III mourut subitement et Charles Robert de Hongrie, devient roi ouvrant ainsi la voie à des conflits qui durèrent jusqu'en 1309.

### Guerre civile
Étienne Kotroman avait tout fait pour résister à la montée en puissance des Šubić en Bosnie mais, vers 1301, il avait dû remettre le contrôle de la région à Mladen Ier Šubić. Néanmoins, Kotroman n'était pas complètement défait. Pendant quelques années, son beau-père Stefan Dragutin n'avait pas pu lui envoyer d'appui en raison d'une guerre de succession qui avait éclaté en Rascie entre lui et son frère Milutin. En outre, pendant la difficile succession au trône de Hongrie, Dragutin avait tenté de soutenir son fils Vladislav pour en faire le nouveau souverain de la Hongrie. Vladislav était en effet marié à Constance Morosini, une parente du roi André III, ce qui légitimait à ses yeux ses prétentions au trône hongrois. En dépit de ses difficultés, Kotroman avait réussi à résister. En revanche, la guerre se transforma peu à peu en conflit religieux, Mladen Šubić ayant engagé une campagne visant à exterminer les Bogomiles de Bosnie. Cette orientation du conflit joua en faveur de Kotroman, rejoint par de nombreux adeptes de l'hérésie. Après la mort en Mladen en juin 1304, Paul Ier Šubić se proclama Seigneur de toute la Bosnie.

### Fin du règne
Pavao Šubić mourut en 1312 et le ban Étienne Ier Kotroman mourut à son tour en 1314, avant d'avoir rétabli son autorité sur la Bosnie.

## Enfants
Étienne et sa femme Elizabeth eurent six enfants : 
- Vladislav Kotromanić
- Ninoslav
- Étienne II
- un autre fils
- Katarina, marié au prince Nikola de Zachlumie en 1338
- Marija